# Siderisk og synodisk omløbstid

## Siderisk omløbstid
Ved den sideriske omløbstid for et himmellegeme i kredsløb om Solen forstås omløbstiden ("perioden") regnet i forhold til meget fjerne objekter (kvasarer), altså den tid objektet bruger om et omløb om Solen.:59 :131 

## Synodisk omløbstid
Ved den synodiske omløbstid for et himmellegeme forstås den tid der set fra Jorden går mellem to på hinanden følgende ens konstellationer relativt til Solen. For en indre planet er det tiden mellem to nedre konjunktioner (planeten ses i samme retning som Solen), for en ydre planet er det tiden mellem to oppositioner (planeten ses i modsat retning af Solen).:59 :131 

## Eksempler
- Et siderisk år er Jordens omløbstid omkring Solen, Psid = 365.256 363 004 døgn = 365 d 6 h 9 m 9.76 s.
- En siderisk måned er Månens omløbstid omkring Jorden, Psid = 27.321 661 døgn = 27 d 7 h 43 min 11.5 s.
- En synodisk måned er Månens omløbstid omkring Jorden i forhold til Solen, Psyn = 29.530 589 døgn = 29 d 12 h 44 min 2.9 s.
- Et siderisk døgn, der også kaldes et middelsoldøgn er på Psid = 86 400 s = 24 h.
- Et synodisk døgn, der også kaldes et stjernedøgn, er på Psyn = 23 h 56 m 4 s ("24 timer minus 4 minutter plus 4 sekunder").

På grund af Jordens bevægelse omkring Solen, er et siderisk døgn kortere end et middelsoldøgn. Dette illustreres på figuren og animationen til højre.

## Sammenhængen mellem siderisk og synodisk omløbstid
To planeter, 1 og 2, hvor 1 er den inderste, har de sideriske omløbstider {\displaystyle P_{1}} og {\displaystyle P_{2}}, hvor altså {\displaystyle P_{1}<P_{2}}. De bevæger sig derfor sundt om Solen med vinkelhastighederne
{\displaystyle \omega _{1}={\frac {360^{\circ }}{P_{1}}}}    og    {\displaystyle \omega _{2}={\frac {360^{\circ }}{P_{2}}}}.
Den relative vinkelhastighed er så
{\displaystyle \omega _{\text{rel}}=\omega _{1}-\omega _{2}}.
I løbet af et synodisk omløb er vinkelforskellen vokset til 360°:
{\displaystyle \omega _{\text{rel}}P_{\text{syn}}=360^{\circ }\Leftrightarrow \omega _{\text{rel}}={\frac {360^{\circ }}{P_{\text{syn}}}}}
Ved kombination heraf fås
{\displaystyle {\frac {360^{\circ }}{P_{\text{syn}}}}={\frac {360^{\circ }}{P_{1}}}-{\frac {360^{\circ }}{P_{2}}}}
eller
{\displaystyle {\frac {1}{P_{\text{syn}}}}={\frac {1}{P_{1}}}-{\frac {1}{P_{2}}}}
For en indre planet og en ydre planet gælder derfor henholdsvis
{\displaystyle {\frac {1}{P_{\text{syn}}}}={\frac {1}{P_{\text{indre}}}}-{\frac {1}{P_{\text{Jorden}}}}}    og    {\displaystyle {\frac {1}{P_{\text{syn}}}}={\frac {1}{P_{\text{Jorden}}}}-{\frac {1}{P_{\text{ydre}}}}}
Nedenstående tabel viser resultater for Solsystemets planeter.
| Planet  |                    | Merkur | Venus | Jorden | Mars  | Jupiter | Saturn | Uranus  | Neptun  |
|         | Siderisk omløbstid | 0.241  | 0.615 | 1.000  | 1.881 | 11.863  | 29.447 | 84.017  | 164.791 |
| Merkur  | 0.241              |        | 0.396 | 0.317  | 0.276 | 0.246   | 0.243  | 0.242   | 0.241   |
| Venus   | 0.615              | 0.396  |       | 1.599  | 0.914 | 0.649   | 0.628  | 0.620   | 0.618   |
| Jorden  | 1.000              | 0.317  | 1.599 |        | 2.135 | 1.092   | 1.035  | 1.012   | 1.006   |
| Mars    | 1.881              | 0.276  | 0.914 | 2.135  |       | 2.235   | 2.009  | 1.924   | 1.903   |
| Jupiter | 11.863             | 0.246  | 0.649 | 1.092  | 2.235 |         | 19.865 | 13.813  | 12.783  |
| Saturn  | 29.447             | 0.243  | 0.628 | 1.035  | 2.009 | 19.865  |        | 45.338  | 35.855  |
| Uranus  | 84.017             | 0.242  | 0.620 | 1.012  | 1.924 | 13.813  | 45.338 |         | 171.406 |
| Neptun  | 164.791            | 0.241  | 0.618 | 1.006  | 1.903 | 12.763  | 35.855 | 171.406 |         |

Af tabellen kan man f.eks aflæse, at tiden mellem to oppositioner af Jupiter er 1.092 år (eller 1 år og 34 døgn) og at der gå 171.4 år mellem to konjunktioner af de yderste planeter Uranus og Neptun.

## Middelsoldøgn, siderisk døgn og stjernedøgn
Et middelsoldøgn er defineret til en varighed på 24 timer = 86 400 sekunder. Det svarer til den gennemsnitlige værdi af tiden mellem to kulminationer af Solen på meridianen i syd.
Organisationen International Earth Rotation and Reference System Service (IERS) skelner mellem to næsten ens døgnlængder, siderisk døgn og stjernedøgn.:24, note 38 :5 
- Et stjernedøgn er tiden mellem to kulminationer af forårspunktet, som er udgangspunkt for måling af himmellegemers rektascension ("længdegrad").
1 stjernedøgn = 86 164.098 903 691 s = 23 h 56 m 4.098 903 691 s.[6][7]
- Et siderisk døgn er tiden mellem to kulminationer meget fjerne objekter (kvasarer), altså jordklodens sande rotationstid.
1 siderisk døgn = 86 164.090 530 832 88 s = 23 h 56 m 4.090 530 832 88 s.[6][7][8]

Forskellen på de to døgn er, som det fremgår af tallene, kun 8.37 millisekunder. Den skyldes, at forårspunktet på grund af jordaksens præcession ("snurretopsbevægelse") ganske langsomt flytter sig. Men da det bruger ca. 25 800 år om et omløb på himlen, er flytningen på kun ét døgn meget lille.
Med ovenstående værdier af stjernedøgn og siderisk døgn
{\displaystyle P_{\text{stj}}={\text{86 164.098 903 691 s}}}
{\displaystyle P_{\text{sid}}={\text{86 164.090 530 832 88 s}}}>
kan man beregne den tilsvarende periode for præcessionen, {\displaystyle P_{\text{præ}}}:
{\displaystyle {\frac {1}{P_{\text{præ}}}}={\frac {1}{P_{\text{sid}}}}-{\frac {1}{P_{\text{stj}}}}\Leftrightarrow P_{\text{præ}}={\frac {P_{\text{sid}}\cdot P_{\text{stj}}}{P_{\text{sid}}-P_{\text{stj}}}}}
Indsættes tallene, fås
{\displaystyle P_{\text{præ}}={\text{8.867 045 198}}\cdot 10^{11}{\text{s}}={\text{10 262 783 d}}={\text{28 098 år}}}
Omregning til døgn sker ved division med 86 400 og til (julianske) år ved division med 365.25. Værdien passer kun marginalt med den oven for angivne.